# Gram Parsons
Gram Parsons (5. november 1946 – 19. september 1973) var en amerikansk sanger, sangskriver, guitarist og pianist. I sin korte karriere var Parsons en af de ledende musikere inden for country rock-genren. Ud over to soloplader var Parsons aktiv i flere indflydelsesrige bands som The Byrds og The Flying Burrito Brothers. 
I 1974 udgav Gram Parsons Grievous Angel, et album, Ryan Adams har omtalt som en af de væsentligste plader, der nogensinde er lavet, og som fik uvurderlig betydning for koblingen mellem rock og den dengang uglesete countrymusik. Da albummet udkom, var Gram Parsons allerede død.
Gram Parsons var søn af en citrusfarmer, som ejede to tredjedele af alle citrus-marker i Florida. Grams pladesalg nåede aldrig nævneværdige højder, og det var arven fra faderen, der betalte for hans narko- og sprutforbrug.
Gram Parsons spillede i flere forskellige konstellationer, blandt andet The Shilohs, The International Submarine Band og The Flying Burrito Brothers. Det var dog, da han i et par måneder i 1968 var sanger i The Byrds, at han for første gang fik smagen af det søde liv som rockstjerne.
Gram havde held med at få The Byrds skubbet over i countrygenren, hvilket resulterede i det dengang kommercielle flop, men kunstnerisk banebrydende 'Sweetheart Of The Rodeo'. Gram Parsons havde døbt genren "Cosmic American Music", hvilket var en blanding mellem 1960'ernes westcoast-rock, blues, folk og country, som også skulle følge Gram i hans efterfølgende solokarriere.
Efter at have udgivet to albums som hovedperson i The Flying Burrito Brothers begyndte Gram at indspille sin solodebut 'GP'. På det tidspunkt havde han taget den unge korsangerinde Emmylou Harris under sine vinger og dermed havde han også lagt fundamentet til hendes fremtid som countrymusikkens ukronede dronning – både som backingvokal, gæstevokal og solokunstner.
Efter at 'GP' udkom i januar 1973, begyndte Gram snart at indspille opfølgeren 'Grievous Angel'. På det tidspunkt havde han i et par år flirtet heftigt med livet som rockstjerne med alt, hvad det indebar af heroin, marijuana og sprut. Han var Keith Richards drug-buddy, hang ud med The Rolling Stones i deres studie og – som tilfældet også havde været med The Byrds – åbnede han The Stones' øjne for countrymusikken. Havde det ikke været for Gram, ville Rolling Stones 'Exile On Mainstreet' ikke have lydt, som den gør i dag.
Gram Parsons nåede aldrig at opleve udgivelsen af 'Grievous Angel'. Han døde den 19. september 1973 af en overdosis på sit motelværelse i The Joshua Tree National Monument Park uden for Los Angeles. Grams manager Phil Kaufman, stjal Grams ligkiste og brændte, efter Grams eget ønske, hans lig og spredte asken ud over Joshua Tree-ørkenen.
Efterfølgende har hans musik haft enorm indflydelse på andre musikere, der arbejder i krydsfeltet mellem rock og country. R.E.M., Elvis Costello, Ryan Adams og Wilco er blandt de mange kunstnere, der har vedkendt sig arven fra Parsons.

## Diskografi

### Albums
- 1972: GP
- 1974: Grievous Angel